# Psychologia tłumu
Psychologia tłumu – dziedzina psychologii społecznej zajmująca się funkcjonowaniem jednostek w dużych zbiorowiskach. Psychologowie zaproponowali szereg teorii wyjaśniających zmianę sposobu zachowania ludzi w kontekście anonimowego tłumu, akcentujących takie zjawiska jak konformizm, rozproszenie odpowiedzialności i przyjęcie tożsamości zbiorowej (tzw. dezindywiduacja). 
Część historycznych koncepcji zakładała, że wraz ze wzrostem wielkości i anonimowości grupy jej uczestnicy automatycznie stają się irracjonalni i impulsywni, i używała pejoratywnych określeń takich jak „mentalność tłumu”. Obecnie teorie orientują się na opis racjonalnych mechanizmów i konsekwencji identyfikacji z grupą i jej liderami w kontekście świadomej percepcji wspólnych celów i zagrożeń.
Pojęcie „mentalności tłumu”, opartej na koncepcji zbiorowej nieświadomości, wprowadzili na przełomie XIX i XX wieku francuscy psychologowie społeczni Gustave Le Bon (Psychologia tłumu) i Gabriel Tarde. Ich prace rozwinęli psychoanalitycy tacy jak Sigmund Freud, tworząc teorie dynamiki grupy i procesów grupowych. Wyrażały one pesymistyczne założenia co do zachowania jednostki w tłumie, kładąc nacisk na utratę indywidualnej racjonalności w obecności innych ludzi. Badania w nurcie psychologii behawioralnej, poznawczej i społecznej, takie jak eksperyment Ascha, eksperyment Milgrama i eksperyment więzienny Zimbardo, potwierdziły część założeń tych teorii, wykazując duży wpływ konformizmu, pragnienia zachowania spójności grupy i podążania za liderami oraz autorytetami na zachowanie jednostek. Udowodniono także na przykład występowanie efektu facylitacji społecznej, w której obecność innych ludzi ułatwia wykonywanie różnych (dobrze opanowanych) czynności.
Z drugiej strony badacze tacy jak Steven Reicher rozwinęli pod koniec XX wieku modele społecznej tożsamości, jak np. ESIM (ang. elaborated social identity model), wykazując racjonalne aspekty funkcjonowania ludzi w dużych grupach. Metaanaliza obejmująca 60 badań zachowań tłumów potwierdziła, że zachowanie tłumu determinuje przede wszystkim konkretny kontekst sytuacyjny, a nie automatyczna, irracjonalna dezindywiduacja. Badania w tym nurcie wskazują, że ludzie w tłumie nie tracą samoświadomości, ale uwzględniają wskazówki społeczne i przynależność grupową – w dużej mierze racjonalnie. Replikacje wcześniejszych badań dotyczących konformizmu wskazują na to, że ludzie nie dopasowują się do wszystkich zachowań, ale kierują się wskazówkami sugerującymi autorytet lub podobieństwo. Na bazie analiz interakcji kibiców z policją Reicher zaproponował wyjaśnienie, że wpływ na zmianę zachowania jednostek i identyfikację grupową wywiera wyrazistość wspólnych celów i zewnętrznego zagrożenia. Badania te dały podstawę do rozwinięcia strategii zarządzania tłumem przy pomocy deeskalowania wrażenia zewnętrznego zagrożenia, zmniejszania polaryzacji grupowej i integrowania osób pilnujących bezpieczeństwa w tłumie, ubranych w niezagrażający lub wręcz wpisujący w grupę sposób oraz stosujących przemoc wyłącznie w uzasadnionym stopniu (i tylko wobec prowokatorów konkretnych niebezpiecznych zachowań). Teorie te podkreślają także, że zachowania grupowe pełnią rolę środków wyrazu konkretnych wspólnych potrzeb, co sugeruje, że zapewnienie ludziom możliwości wyrażenia opinii i emocji w bezpieczny sposób również może przeciwdziałać zbiorowej agresji.